# 中里村 (茨城県)
中里村（なかさとむら）は茨城県久慈郡にかつて存在した村である。

## 地理
村域は現在の日立市の最西部にあたり、多賀山地の一部でほとんど山がちな地形になっている。村域中央には里川が南北に流れ、東にある日立市の中心市街地との間は高鈴山などの山で隔てられている。
昭和の大合併では、里川の上流側・下流側の各村々がそれぞれ水府村・里美村・常陸太田市など久慈郡同士で合併したのに対し、中里村は県道日立山方線・本山トンネルを介して日立市側と交流があり、日立鉱山や日立製作所に勤務する労働者の住宅なども建っていたことなどから、日立市への合併を決めた。

## 歴史
村名は里川が中央に流れるため、中里村となった。

### 村域の変遷
- 1889年（明治22年）4月1日 - 町村制施行により、下深荻村・中深荻村・入四間村・東河内村が合併し久慈郡中里村が発足。
- 1955年（昭和30年）2月15日 - 久慈町・坂本村・東小沢村、多賀郡多賀町・日高村ととも日立市に編入され、消滅。

変遷表
| 1868年 以前 | 1868年 以前 | 明治22年 4月1日 | 昭和30年 2月15日 | 現在   |
| ----------- | ----------- | --------------- | ---------------- | ------ |
|             | 下深荻村    | 中里村          | 日立市 に編入    | 日立市 |
|             | 中深荻      | 中里村          | 日立市 に編入    | 日立市 |
|             | 入四間村    | 中里村          | 日立市 に編入    | 日立市 |
|             | 東河内村    | 中里村          | 日立市 に編入    | 日立市 |

## 大字
- 下深荻（しもふかおぎ）
- 中深荻（なかふかおぎ）
- 入四間（いりしけん）
- 東河内（ひがしごうど）

## 人口・世帯

### 人口
総数 [単位： 人]
| 1891年（明治24年） | 2,484 |
| 1920年（大正 9年） | 3,130 |
| 1935年（昭和10年） | 3,159 |
| 1950年（昭和25年） | 4,856 |
| 1954年（昭和29年） | 4,723 |

### 世帯
総数 [単位： 世帯]
| 1920年（大正 9年） | 693   |
| 1935年（昭和10年） | 628   |
| 1950年（昭和25年） | 918   |
| 1954年（昭和29年） | 1,019 |